# Lumbres
Lumbres est une commune française située dans le département du Pas-de-Calais en région Hauts-de-France. Ses habitants sont appelés les Lumbrois. La commune est le siège de la communauté de communes du Pays de Lumbres.
La commune de Lumbres (nom officiel depuis 1801), traversée par l'Aa et le Bléquin, est située dans le nord-est du département du Pas-de-Calais à 11 km, à vol d'oiseau, au sud-ouest de la commune de Saint-Omer. C’est une commune de type bourg rural avec une population de 3 577 habitants au dernier recensement de 2022, elle a connu un pic de population en 1982 avec 4 107 habitants.
Située dans le parc naturel régional des Caps et Marais d'Opale, Guînes a un riche patrimoine de milieux naturels avec trois espaces protégés et gérés, huit ZNIEFF et un site Natura 2000.
Dans son premier ouvrage Sous le soleil de Satan, l' écrivain Georges Bernanos a créé un personnage qui est curé de Lumbres.
À la suite de la Seconde Guerre mondiale, la commune est décorée de la croix de guerre 1939-1945.

## Géographie

### Localisation
Localisée dans le nord-est du département du Pas-de-Calais, Lumbres est une commune traversée par l’Aa et le Bléquin et qui est située, à vol d'oiseau, à 11 km au sud-ouest de la commune de Saint-Omer (aire d'attraction et chef-lieu d'arrondissement).
Le territoire de la commune est limitrophe de ceux de six communes.
Les communes limitrophes sont Quelmes, Elnes, Acquin-Westbécourt, Affringues, Bayenghem-lès-Seninghem et Setques.

### Géologie et relief
La superficie de la commune est de 9,9 km2 ; son altitude varie de 35  à   133 m.
La géomorphologie explique le paysage lumbrois, les coteaux calcaires en particulier. Plusieurs carrières locales dont celles de la cimenterie de Lumbres ont livré de nombreux fossiles de poissons, d'ammonites…

### Hydrographie
Le territoire de la commune est situé dans le bassin Artois-Picardie.
Lumbres a pour partie été construite sur un ancien marais, à la croisée des vallées de l’Aa et du Bléquin.
L'Aa est un cours d'eau naturel non navigable de 56 km qui prend sa source dans la commune de Bourthes et se jette dans le canal de Neufossé au niveau de la commune de Saint-Omer et c'est dans la commune de Lumbres, que se jette dans l'Aa, le Bléquin, cours d'eau naturel non navigable de 16,18 km, qui prend sa source dans la commune de Lottinghen.
C'est aussi dans la commune que l'Urne-à-l'Eau, cours d'eau naturel de 5,12 km, qui prend sa source dans la commune de Lottinghen, se jette dans l'Aa, et que le ruisseau d'Acquin, cours d'eau naturel non navigable de 5,76 km, qui prend sa source dans la commune d'Acquin-Westbécourt, se jette dans la Becque au niveau de la commune.

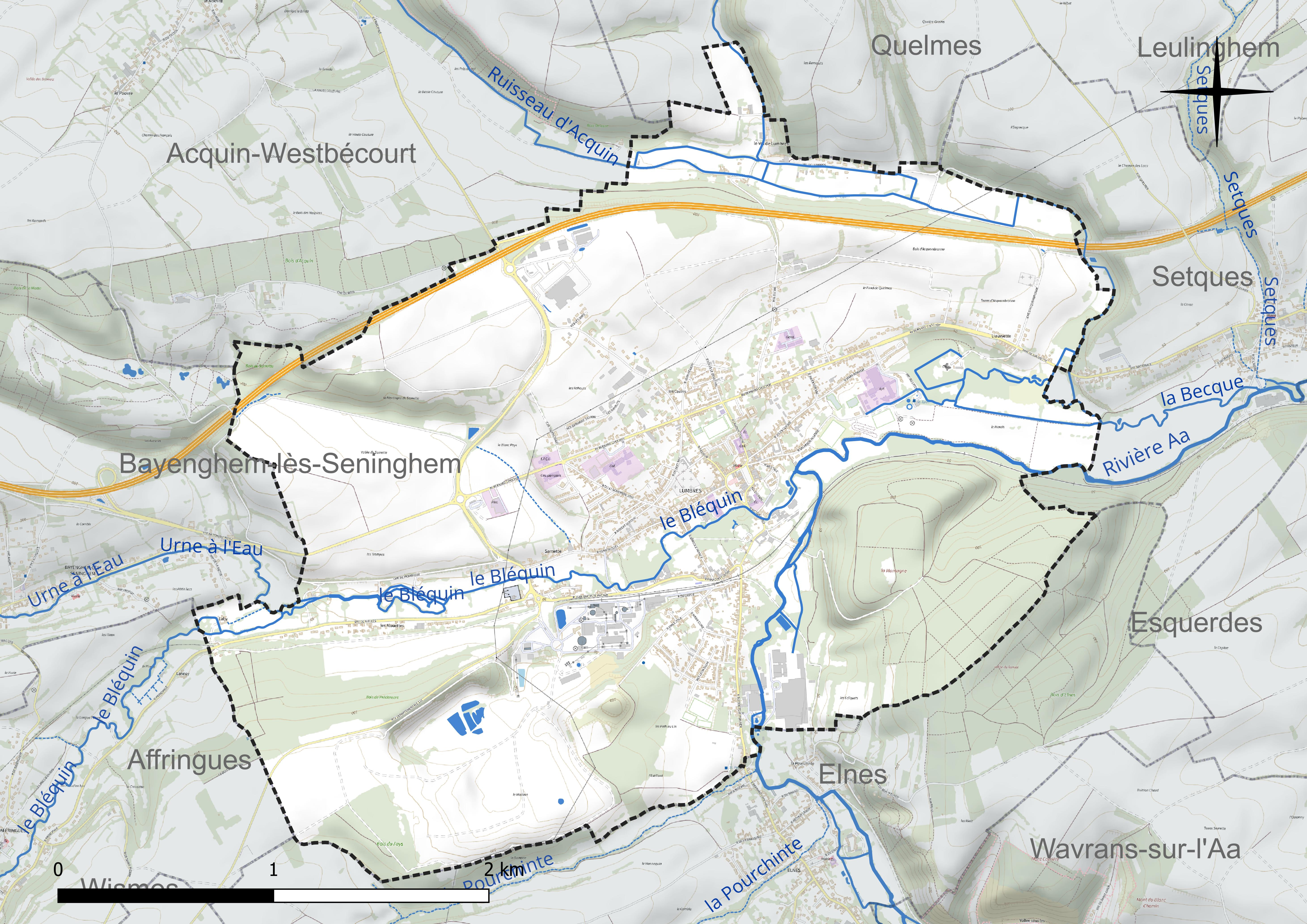
Réseau hydrographique de Lumbres.

### Climat
Pour des articles plus généraux, voir Climat des Hauts-de-France et Climat du Nord-Pas-de-Calais.
En 2010, le climat de la commune est de type climat océanique altéré, selon une étude du CNRS s'appuyant sur une série de données couvrant la période 1971-2000. En 2020, Météo-France publie une typologie des climats de la France métropolitaine dans laquelle la commune est exposée à un climat océanique et est dans la région climatique Côtes de la Manche orientale, caractérisée par un faible ensoleillement (1 550 h/an) ; forte humidité de l’air (plus de 20 h/jour avec humidité relative > 80 % en hiver), vents forts fréquents.
Pour la période 1971-2000, la température annuelle moyenne est de 10,3 °C, avec une amplitude thermique annuelle de 13,7 °C. Le cumul annuel moyen de précipitations est de 905 mm, avec 13,1 jours de précipitations en janvier et 8,3 jours en juillet. Pour la période 1991-2020, la température moyenne annuelle observée sur la station météorologique la plus proche, située sur la commune de Nielles-lès-Bléquin à 7 km à vol d'oiseau, est de 10,6 °C et le cumul annuel moyen de précipitations est de 976,9 mm,. Pour l'avenir, les paramètres climatiques de la commune estimés pour 2050 selon différents scénarios d'émission de gaz à effet de serre sont consultables sur un site dédié publié par Météo-France en novembre 2022.

### Paysages
Pour un article plus général, voir Paysage en France.
La commune s'inscrit dans les « paysages des hauts plateaux artésiens » tels qu’ils sont définis dans l’atlas de paysages de la région Nord-Pas-de-Calais, conçu par la direction régionale de l'Environnement, de l'Aménagement et du Logement (DREAL),.
Ces paysages, qui concernent 77 communes du Pas-de-Calais, se situent à l'extrémité ouest des collines de l'Artois qui traversent le Pas-de-Calais d'Arras au Boulonnais. L'altitude de ces paysages dépassent les 180 mètres. Ces dimensions sont modestes, d'une quinzaine de kilomètres du sud-est au nord-ouest et d'une vingtaine de kilomètres dans sa dimension la plus grande.
Ces « paysages des hauts plateaux artésiens », appelés aussi « Haut Artois », se caractérisent par trois ensembles écopaysagers : 
- l'ensemble mésophile ouvert du plateau artésien calcaire ;
- l'ensemble alluvial des fonds de vallée de la Lys et de l'Aa ;
- l'ensemble calcicole des versants calcaires des vallées[15].

Le « Haut Artois » dispose d'une importante densité de corridors biologiques bien interconnectés.
Dans le « Haut Artois », pas de villes, c'est une des rares terres rurales de la région, les communes les plus importantes sont, du nord au sud, Lumbres, Fauquembergues et Fruges. Le « Haut Artois », drainé par l'Aa et la Lys, constitue le sommet de l'anticlinal artésien, paysage ventée, froid et aux précipitations importantes qui en font le château d'eau régional.
Leș cultures représentent environ 60 % des sols, les prairies entre 26 et 27 %, les bois de 5 à 8 % et les villages et bourgs de 5 à 8 %, l'industrie y est peu présente.

### Milieux naturels et biodiversité

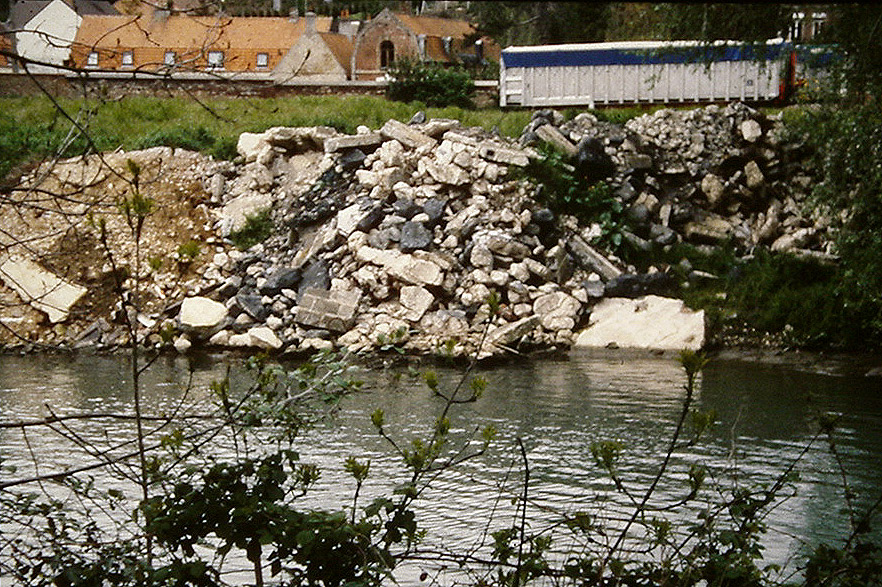
Problème de gestion des berges.

Un contrat de rivière et diverses aides de l'Agence de l'eau ont aidé à traiter certaines pollutions industrielles de l'Aa, mais le boisement (peupleraies) et le comblement ou drainage du marais en aval de la poudrerie d'Esquerdes, ainsi que l'urbanisation et une gestion des berges peu respectueuse de l'environnement ont dégradé le patrimoine des zones humides communales.
Environnement : Si le castor a déserté la vallée depuis plusieurs siècles et la loutre depuis quelques décennies, la commune abrite encore quelques richesses naturelles qui sont principalement, outre un fond alluvial et quelques reliques de zones humides ornées d'orchidées et d'autres espèces intéressantes, des coteaux calcaires et un petit massif forestier (sur la montagne – ou colline – de Lumbres). Le paysage est toutefois marqué par les vastes carrières et la cheminée de la cimenterie. L'autoroute proche A 26 (dite « autoroute des Anglais ») et l'élargissement de la nationale 42 constituent un facteur important de fragmentation écopaysagère d'un réseau écologique dont la réalité est visible sur les images satellites.

#### Espaces protégés et gérés
La protection réglementaire est le mode d’intervention le plus fort pour préserver des espaces naturels remarquables et leur biodiversité associée.
Dans ce cadre, la commune fait partie de trois espaces protégés et gérés : 
- le parc naturel régional des Caps et Marais d'Opale, d’une superficie de 132 499 ha réparties sur 154 communes, géré par le syndicat mixte d'aménagement et de gestion du parc naturel régional des Caps et Marais d'Opale[17] ;
- les espaces réhabilités de la carrière de Lumbres, terrain géré (location, convention de gestion) par le Conservatoire d'espaces naturels des Hauts-de-France, d'une superficie de 44,646 ha[18] ;
- les coteaux du mont de Quelmes, terrain géré (location, convention de gestion) par le Conservatoire d'espaces naturels des Hauts-de-France, d'une superficie de 17,455 ha[19].

#### Zones naturelles d'intérêt écologique, faunistique et floristique
L’inventaire des zones naturelles d'intérêt écologique, faunistique et floristique (ZNIEFF) a pour objectif de réaliser une couverture des zones les plus intéressantes sur le plan écologique, essentiellement dans la perspective d’améliorer la connaissance du patrimoine naturel national et de fournir aux différents décideurs un outil d’aide à la prise en compte de l’environnement dans l’aménagement du territoire.
Le territoire communal comprend six ZNIEFF de type 1 : 
- le réservoir biologique de l’Aa. Cette ZNIEFF doit être considéré comme étant un milieu pépinière à l’échelle de l’hydrosystème Aa rivière[20] ;
- la montagne de Lumbres, d’une superficie de 294 ha et d'une altitude variant de 36  à   143 m. Ce site, situé sur le versant droit de la vallée de l’Aa, au sud-est de Lumbres, est un vaste promontoire boisé[21] ;
- la Vallée de l'Aa entre Lumbres et Wizernes, d’une superficie de 168 ha et d'une altitude variant de 25  à   36 m. Ce site se rattache à l'ensemble écologique constitué par la moyenne vallée de l’Aa et ses versants entre Remilly-Wirquin et Wizernes (ZNIEFF de type 2)[22] ;
- la haute Aa et ses végétations alluviales entre Remilly-Wirquin et Wicquinghem, d’une superficie de 564 ha et d'une altitude variant de 40  à   118 m[23] ;
- la vallée du Bléquin de Nielles à Affringues. Site formé par des coteaux crayeux, constitués d’une craie marneuse datant d’environ 90 millions d’années. L’érosion du plateau crayeux a donné naissance à cette vallée[24] ;
- les coteaux d’Acquin-Westbécourt, du val de Lumbres et au nord de Setques, d’une superficie de 140 ha et d'une altitude variant de 70  à   100 mètres[25].

et deux ZNIEFF de type 2 : 
- la vallée du Bléquin et les vallées sèches adjacentes au ruisseau d’Acquin. Cette ZNIEFF se situe sur les marges septentrionales du Haut-Pays d’Artois, en bordure des cuestas du Boulonnais et du pays de Licques[26] ;
- la moyenne vallée de l’Aa et ses versants entre Remilly-Wirquin et Wizernes. La moyenne vallée de l’Aa et ses versants représentent un remarquable ensemble écologique associant des habitats très différents constituant des complexes de végétations souvent complémentaires[27].

Carte des ZNIEFF de type 1 et 2 sur la commune
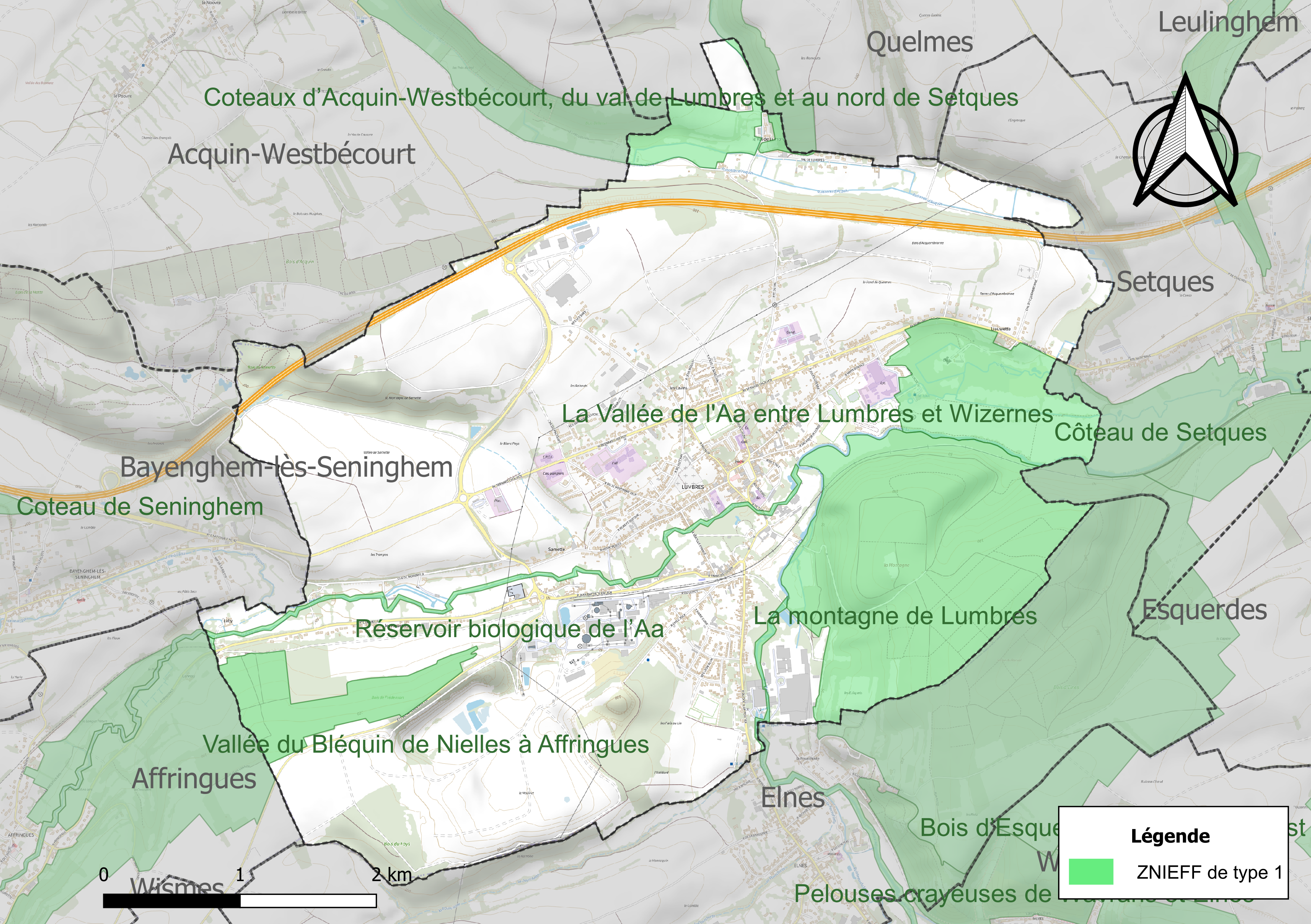
Carte des ZNIEFF de type 1 sur la commune.
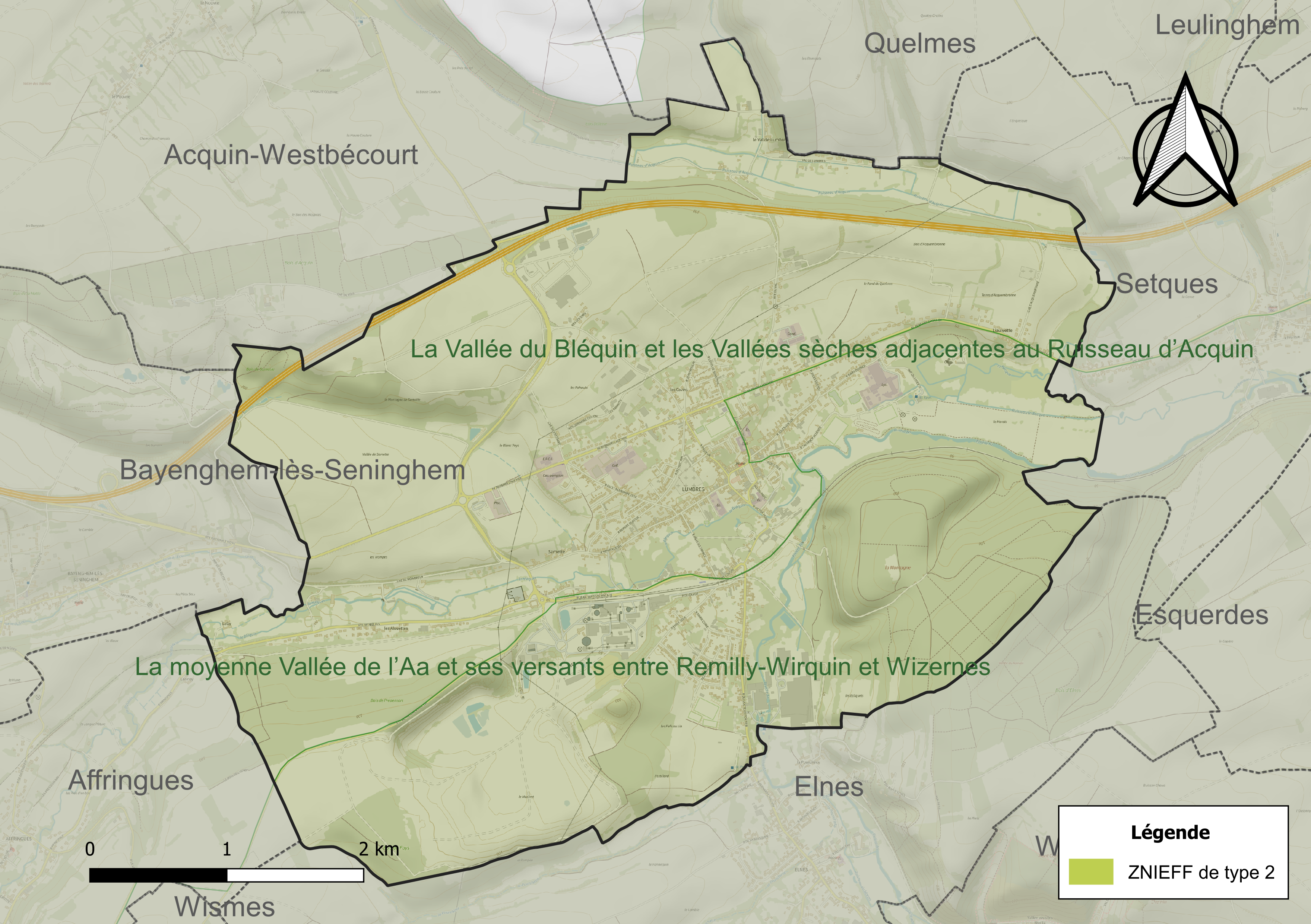
Carte des ZNIEFF de type 2 sur la commune.

#### Site Natura 2000
Le réseau Natura 2000 est un réseau écologique européen de sites naturels d’intérêt écologique élaboré à partir des directives « habitats » et « oiseaux ». Ce réseau est constitué de zones spéciales de conservation (ZSC) et de zones de protection spéciale (ZPS). Dans les zones de ce réseau, les États Membres s'engagent à maintenir dans un état de conservation favorable les types d'habitats et d'espèces concernés, par le biais de mesures réglementaires, administratives ou contractuelles.
Sur la commune, un site Natura 2000 de type B est défini en site d'importance communautaire (SIC) : les pelouses, bois acides à neutrocalcicoles, landes nord-atlantiques du plateau d'Helfaut et le système alluvial de la moyenne vallée de l'Aa d'une superficie de 389 ha et répartis sur 14 communes.

#### Espèces faunistiques et floristiques
L’Inventaire national du patrimoine naturel (INPN) recense plusieurs espèces faunistiques et floristiques sur le territoire de la commune dont certaines sont protégées et d’autres menacées et quasi-menacées.

## Urbanisme

### Typologie
Au 1er janvier 2024, Lumbres est catégorisée bourg rural, selon la nouvelle grille communale de densité à sept niveaux définie par l'Insee en 2022.
Elle appartient à l'unité urbaine de Lumbres, une agglomération intra-départementale regroupant huit  communes, dont elle est ville-centre,,. Par ailleurs la commune fait partie de l'aire d'attraction de Saint-Omer, dont elle est une commune de la couronne,. Cette aire, qui regroupe 79 communes, est catégorisée dans les aires de 50 000 à moins de 200 000 habitants,.

### Occupation des sols
L'occupation des sols de la commune, telle qu'elle ressort de la base de données européenne d’occupation biophysique des sols Corine Land Cover (CLC), est marquée par l'importance des territoires agricoles (52,4 % en 2018), en diminution par rapport à 1990 (57,4 %). La répartition détaillée en 2018 est la suivante : 
terres arables (31,4 %), forêts (19 %), zones urbanisées (17,7 %), prairies (15,6 %), mines, décharges et chantiers (10,3 %), zones agricoles hétérogènes (5,4 %), espaces verts artificialisés, non agricoles (0,6 %). L'évolution de l’occupation des sols de la commune et de ses infrastructures peut être observée sur les différentes représentations cartographiques du territoire : la carte de Cassini (XVIIIe siècle), la carte d'état-major (1820-1866) et les cartes ou photos aériennes de l'IGN pour la période actuelle (1950 à aujourd'hui).

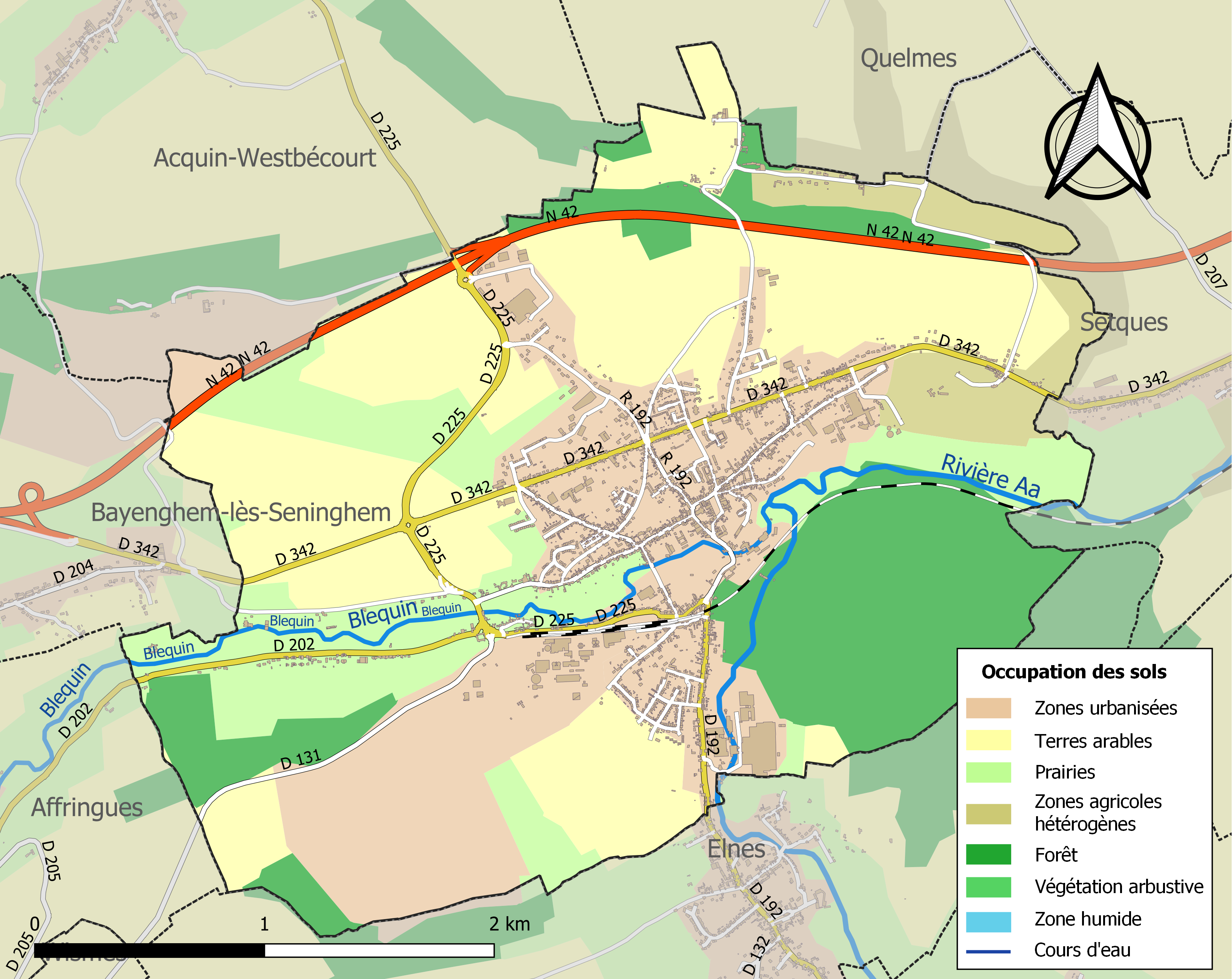
Carte des infrastructures et de l'occupation des sols de la commune en 2018 (CLC).

### Voies de communication et transports
La commune est située à proximité de la RN 42 et de l'A26 ; le train et le TGV sont accessibles depuis les gares de Saint Omer et Calais-Fréthun, cette dernière étant également desservie par l'Eurostar.
La commune disposait d'une gare située sur l'ancienne ligne de Saint-Omer à Hesdigneul.

### Risques naturels et technologiques

#### Risque inondation
À la suite du passage des tempêtes Ciarán, Domingos et Elisa et des inondations et coulées de boue qui se sont produites, la commune est reconnue, par arrêté du 14 novembre 2023, en état de catastrophe naturelle pour inondations et coulées de boue sur la période du 2 au 12 novembre 2023, comme 179 autres communes du département.

## Toponymie
Le nom de la localité est attesté sous les formes Laurentia (1040), Lumerez (1183), Lumera (1189), Lumbres (1220), Lumers (1227), Lumeres (1228), Lunbres (1238), Laurentia sive Lumbrae (v. 1512), Lumbres (1793) et Lambres puis Lumbres (depuis 1801).
Viendrait de l'anthroponyme roman Laurentius suivi du suffixe -a, substitué par la suite par celui germanique de Lumarus + -as.

## Histoire
La vallée a connu une occupation préhistorique, dont sur la « montagne de Lumbres », au moins au néolithique. Le Dr Pontier et le chanoine Collet (abbaye de Wisques) ont été parmi les premiers à étudier scientifiquement les vestiges préhistoriques locaux (Arques, Lumbres, Elnes et Wavrans).
Parmi les hameaux de Lumbres, figure celui de Samettes, siège d'une seigneurie avant la Révolution française.
Au XVIIe siècle, Lumbres est un comté appartenant à Maximilien de Fiennes, comte de Lumbres, chef de la maison de Fiennes.
Antoine François de Gennevières, descendant d'une famille détenant les seigneuries de Vaudricourt et Courchelettes, est seigneur de Samettes en avril 1763. À cette date, il reçoit des lettres venant de Versailles, le déclarant chevalier héréditaire et l'autorisant à décorer ses armes d'une couronne de comte. Il est le 1er gentilhomme de la Cour de Cassel (domaine royal sur Cassel) et président de l'assemblée des magistrats des chefs collèges de la Flandre maritime, représentant les titres de la province. Il a trois filles aux abbayes de Messines, Avennes, Étrun. Il a rendu au roi de grands services dans les dernières guerres, surtout en procurant au roi une partie des secours dont les armées avaient besoin pendant le siège de Douai, le siège du Quesnoy, le siège de Bouchain etc.

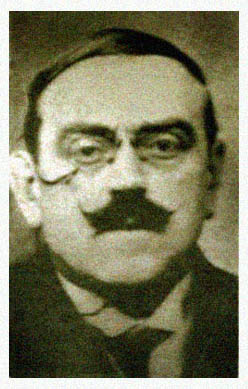
Le Dr Georges Pontier.

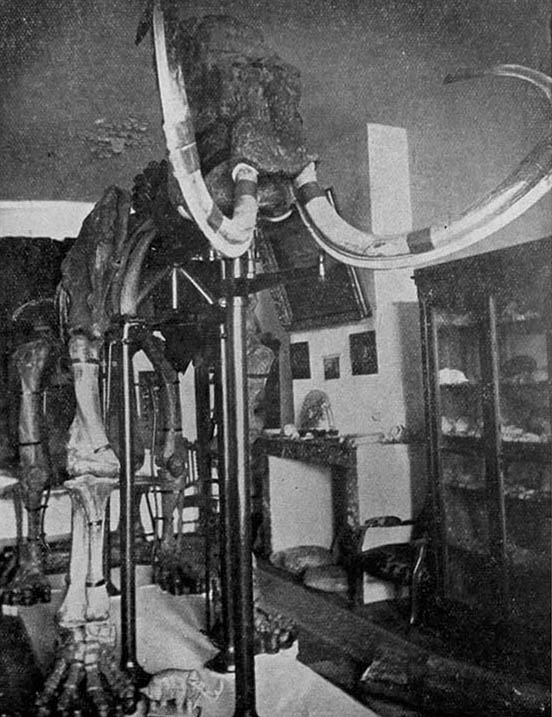
Squelette de mammouth reconstitué dans le cabinet d'histoire naturelle du Dr Pontier à Lumbres au début du XXe siècle, à partir d'ossements trouvés en août 1908 à Arques. Il a ensuite été transféré au musée d'histoire naturelle de Boulogne-sur-Mer.

Le docteur Georges Pontier, érudit naturaliste et spécialiste local de la préhistoire et de la paléontologie, a marqué l'histoire culturelle de la commune et de la région audomaroise en ayant mis au jour et étudié de nombreuses traces de la grande faune préhistorique, des hommes préhistoriques et d'espèces animales antérieures.
Une société savante - appelée désormais le « Groupe Pontier » - a poursuivi son œuvre.
Au XIXe siècle, Lumbres, autrefois bourg agricole, devient une petite ville industrielle. Elle s'est principalement développée autour d'une cimenterie et d'une papeterie, située sur l'emplacement d'un ancien moulin à eau, dans une vallée qui fut l'une des plus industrieuses de la région et de France au haut Moyen Âge.
Lors de la Première Guerre mondiale, c'est une des communes qui ont été retenues par le préfet du Pas-de-Calais, le ministère de la guerre et les autorités alliées pour regrouper des réfugiés de la région nord de Saint-Omer afin de les évacuer vers le sud. En 1918, le préfet du Pas-de-Calais pour préparer l'évacuation des populations du sud d'Arras et de Béthune a demandé aux alliés anglais d'y dresser cent tentes pour accueillir les réfugiés avant de pouvoir les transférer vers Rouen. Selon les archives départementales, le centre de Lumbres a vu passer 15 000 réfugiés en 1918. Les Anglais qui avaient dû quitter le centre d'Ebblinghem à la suite des pilonnages allemands y ont installé un hôpital pour blessés civils, contagieux et tuberculeux, femmes en couche, avec le concours du préfet et de l'armée française, sous la direction de Mme Liouville, infirmière major. Les Américains ont participé pour 2/3 dans le prix de journée des malades. Cet hôpital a aussi reçu des patients ne pouvant être traités ailleurs, la plupart des hôpitaux du département ne fonctionnant plus à cause de la guerre. Si nécessaire le préfet était prêt à faire de même à Desvres, en spécialisant ce nouveau centre pour les vieillards et infirmes. Des dizaines de milliers de réfugiés ont ainsi été regroupés, et transportés en train, ravitaillés avec boissons chaudes, conserves et pain dans les gares de Boulogne, Pont-de-Brique et par la mairie d'Hesdigneul. Le préfet prévoyait de réutiliser ces mêmes centres pour la réception des réfugiés à leur retour. De 1914 à 1918, par ailleurs, environ un peu plus de 200 Lumbrois ont été mobilisés, dans les armes et les régiments les plus divers, en fonction de leur âge, de leurs aptitudes et de leur état de santé.

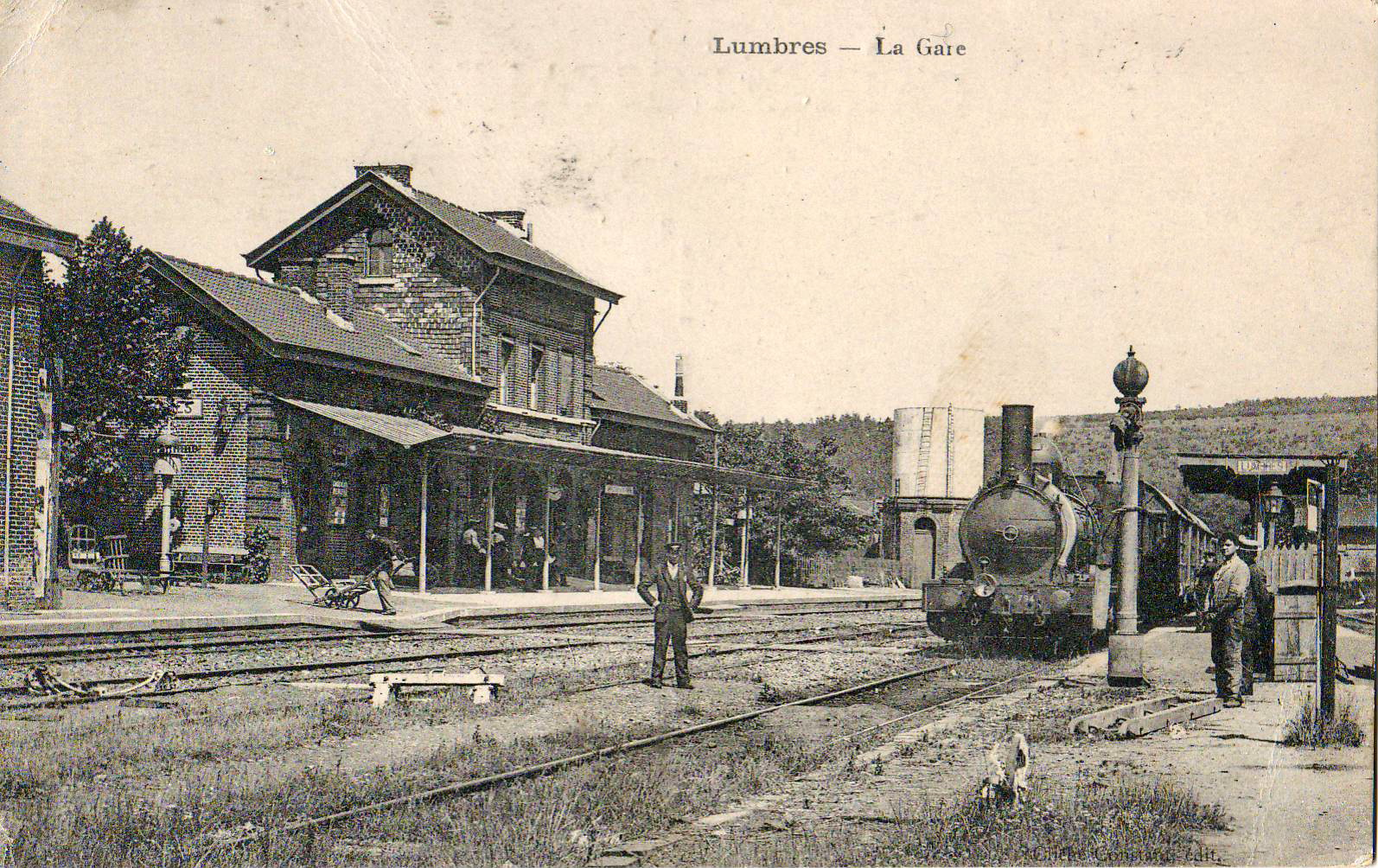
La gare, au début du XX.

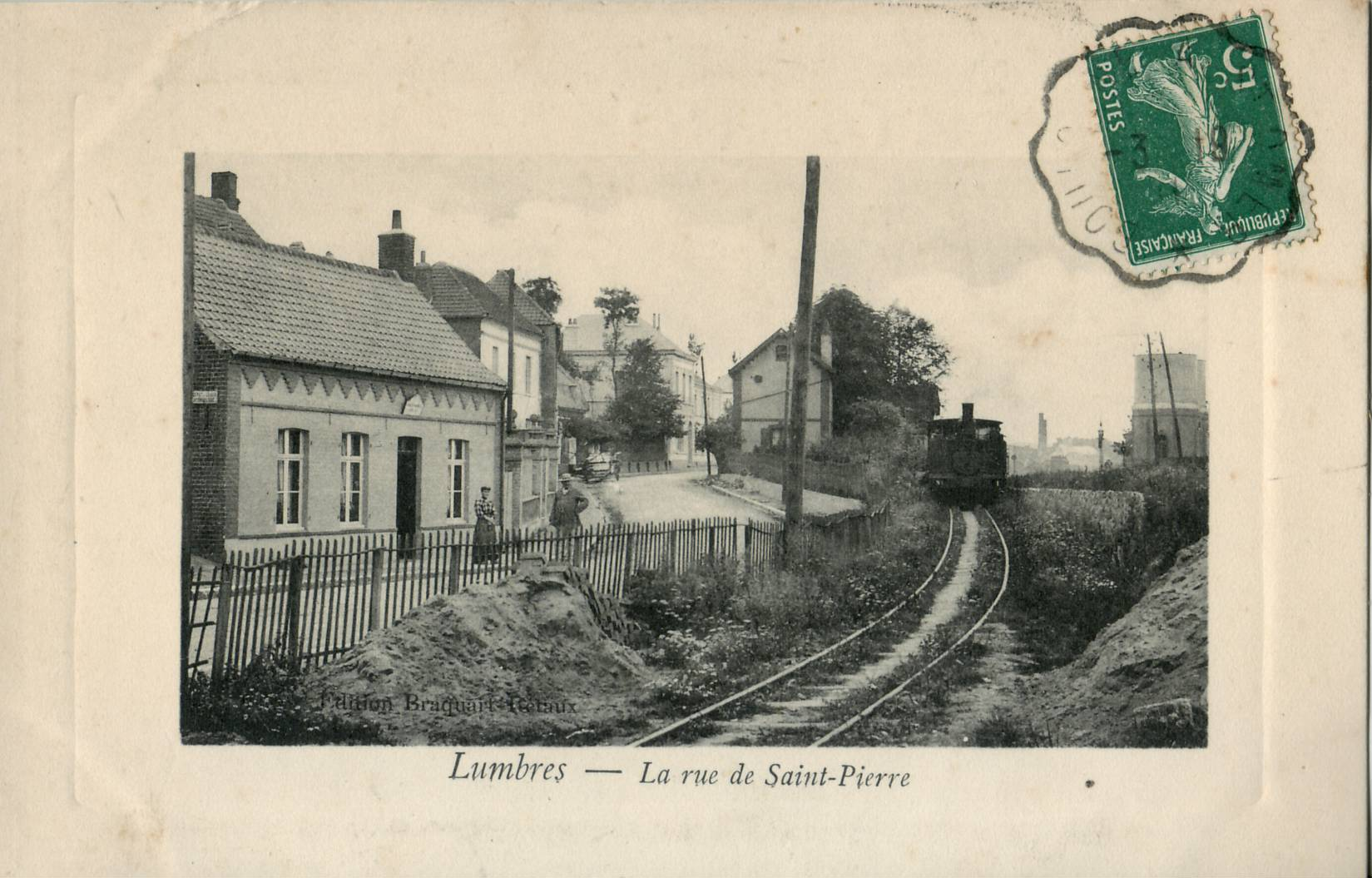
Rame du Chemin de fer d'Anvin à Calais, rue Saint-Pierre.

Les usines se sont agrandies au XXe siècle grâce à une desserte par deux voies ferrées, celle à voie normale Boulogne - Saint-Omer (sur laquelle circule aujourd'hui le chemin de fer touristique de la vallée de l'Aa), et la ligne de chemin de fer secondaire à voie métrique d'Anvin à Calais, exploitée à partir de 1919 par la Compagnie générale de voies ferrées d'intérêt local. Celles-ci ont souvent remplacé d'anciens moulins à eau.
Pour cette raison, et à cause de la proximité de la Coupole d'Helfaut, Lumbres et la vallée ont été des cibles militaires lors des deux guerres mondiales.  Créée en 2015, une association locale appelée N'oublions jamais - Lumbres septembre 1944 perpétue le souvenir et la mémoire des deux conflits mondiaux dans la commune.
La commune est décorée de la croix de guerre 1939-1945, avec étoile de bronze, le 11 novembre 1948, distinction également attribuée à 28 autres communes du Pas-de-Calais.

## Politique et administration

### Découpage territorial
La commune se trouve dans l'arrondissement de Saint-Omer du département du Pas-de-Calais.

#### Commune et intercommunalités
La commune est le siège de la communauté de communes du Pays de Lumbres qui regroupe 36 communes et compte 24 187 habitants en 2021.

#### Circonscriptions administratives
La commune est rattachée au canton de Lumbres.

#### Circonscriptions électorales
Pour l'élection des députés, la commune fait partie de la sixième circonscription du Pas-de-Calais.

### Élections municipales et communautaires

#### Liste des maires
| Période      | Période                    | Identité             | Étiquette    | Qualité |
| ------------ | -------------------------- | -------------------- | ------------ | --- |
| 1944         | octobre 1947               | Henri Jules Leriche  | Rad.         | Boucher |
| octobre 1947 | mars 1981 (démission)      | Bernard Chochoy      | SFIO puis PS | Instituteur Sénateur du Pas-de-Calais (1946 → 1967 puis 1974 → 1981) Député du Pas-de-Calais (8e circ.) (1967 → 1968) Conseiller général de Lumbres (1937 → 1940 puis 1945 → 1979) Président du conseil général du Pas-de-Calais (1966 → 1978) |
| mars 1981    | mars 1989                  | Jean-Claude Quenon   | PS           | Directeur d'école Conseiller général de Lumbres (1979 → 1983) Député suppléant de Dominique Dupilet (1978 → 1986) |
| mars 1989    | mars 2001                  | Jean-Claude Leroy    | PS           | Attaché parlementaire Conseiller général de Lumbres (1988 → 2015) Vice-président du conseil général du Pas-de-Calais (1994 → 2001) Président de la CC du Pays de Lumbres (1997 → 2001)                                                         |
| mars 2001    | mars 2008                  | Jean-Pierre Decobert | PS           | Commerçant |
| mars 2008    | En cours (au 25 mars 2022) | Joëlle Delrue        | PS           | Retraitée Première adjointe au maire (2001 → 2008) 1re vice-présidente de la CC du Pays de Lumbres (2020 → ) Chevalier de l'Ordre national du Mérite (2024) Réélue pour le mandat 2014-2020, Réélue pour le mandat 2020-2026,                  |

## Équipements et services publics

### Enseignement
La première école date de 1861 : l'école Notre-Dame, qui comptait 8 classes maternelles et primaires en 2007, soit 184 élèves. Les écoles primaires Roger-Salengro et Jules-Guesde, et les maternelles Suzanne-Lacore et Marie-Curie sont également sur la commune.
L'enseignement secondaire se fait aux collèges, nationalisé Albert-Camus (comprenant une SEGPA) et Notre-Dame (privé).
Le lycée professionnel Bernard-Chochoy propose une filière bâtiment. D'autres lycées sont sur Saint-Omer ; l'enseignement supérieur s'effectuent à l'université du littoral (Boulogne, Calais, Saint-Omer), à Lille ou ailleurs.

### Santé
Différentes professions médicales (médecins, kinésithérapeutes, infirmiers, opticien, orthophoniste, psychologue) sont installées sur la commune, qui est équipée de deux laboratoires d'analyse médicale, d'un centre d'auto-dialyse et d'une clinique vétérinaire. Une maison Alzheimer se situe à Esquerdes à 5 kilomètres. Le centre hospitalier de la région de Saint-Omer se situe à Helfaut à 10 km.
Depuis septembre 2022 est ouverte la maison de santé du Pays de Lumbres regroupant ostéopathe, podologue-pédicure, diététicienne, sophrologue-psychologue et médecins généralistes.

## Population et société

### Démographie
Les habitants sont appelés les Lumbrois.

#### Évolution démographique
L'évolution du nombre d'habitants est connue à travers les recensements de la population effectués dans la commune depuis 1793. Pour les communes de moins de 10 000 habitants, une enquête de recensement portant sur toute la population est réalisée tous les cinq ans, les populations de référence des années intermédiaires étant quant à elles estimées par interpolation ou extrapolation. Pour la commune, le premier recensement exhaustif entrant dans le cadre du nouveau dispositif a été réalisé en 2007.

En 2022, la commune comptait 3 577 habitants, en évolution de −2,93 % par rapport à 2016 (Pas-de-Calais : −0,72 %, France hors Mayotte : +2,11 %).
| 1793 | 1800 | 1806 | 1821 | 1831 | 1836 | 1841 | 1846 | 1851 |
| ---- | ---- | ---- | ---- | ---- | ---- | ---- | ---- | ---- |
| 484  | 510  | 533  | 685  | 802  | 863  | 908  | 928  | 941  |

| 1856 | 1861 | 1866 | 1872 | 1876  | 1881  | 1886  | 1891  | 1896  |
| ---- | ---- | ---- | ---- | ----- | ----- | ----- | ----- | ----- |
| 918  | 921  | 928  | 967  | 1 036 | 1 139 | 1 374 | 1 349 | 1 382 |

| 1901  | 1906  | 1911  | 1921  | 1926  | 1931  | 1936  | 1946  | 1954  |
| ----- | ----- | ----- | ----- | ----- | ----- | ----- | ----- | ----- |
| 1 428 | 1 568 | 1 833 | 2 031 | 2 223 | 2 395 | 2 552 | 2 646 | 2 686 |

| 1962  | 1968  | 1975  | 1982  | 1990  | 1999  | 2006  | 2007  | 2012  |
| ----- | ----- | ----- | ----- | ----- | ----- | ----- | ----- | ----- |
| 3 207 | 3 599 | 3 803 | 4 107 | 3 944 | 3 873 | 3 763 | 3 744 | 3 802 |

| 2017  | 2022  | - | - | - | - | - | - | - |
| ----- | ----- | - | - | - | - | - | - | - |
| 3 626 | 3 577 | - | - | - | - | - | - | - |

#### Pyramide des âges
En 2018, le taux de personnes d'un âge inférieur à 30 ans s'élève à 36,2 %, soit en dessous de la moyenne départementale (36,7 %). À l'inverse, le taux de personnes d'âge supérieur à 60 ans est de 26,9 % la même année, alors qu'il est de 24,9 % au niveau départemental.
En 2018, la commune comptait 1 768 hommes pour 1 839 femmes, soit un taux de 50,98 % de femmes, légèrement inférieur au taux départemental (51,50 %).
Les pyramides des âges de la commune et du département s'établissent comme suit.
| Hommes | Classe d’âge | Femmes |
| ------ | ------------ | ------ |
| 0,5    | 90 ou +      | 1,2    |
| 6,4    | 75-89 ans    | 10,1   |
| 16,9   | 60-74 ans    | 18,6   |
| 21,2   | 45-59 ans    | 19,0   |
| 16,5   | 30-44 ans    | 17,2   |
| 19,7   | 15-29 ans    | 17,1   |
| 18,8   | 0-14 ans     | 16,8   |

| Hommes | Classe d’âge | Femmes |
| ------ | ------------ | ------ |
| 0,5    | 90 ou +      | 1,6    |
| 5,6    | 75-89 ans    | 8,9    |
| 16,7   | 60-74 ans    | 18,1   |
| 20,2   | 45-59 ans    | 19,2   |
| 18,9   | 30-44 ans    | 18,1   |
| 18,2   | 15-29 ans    | 16,2   |
| 19,9   | 0-14 ans     | 17,9   |

### Sports et loisirs
La commune réalise en 2010-2011 une piste de BMX aux normes olympiques. Elle est par ailleurs dotée d'un stade, d'une piscine intercommunale, de salles de sport…
Après la liaison douce, créée à l'initiative de la communauté de communes du Pays de Lumbres et inaugurée en 2021, le long de l’Aa, entre Lumbres et Remilly-Wirquin, via Wavrans-sur-l'Aa et Elnes, en 2023, un nouveau tronçon est ouvert entre Acquin-Westbécourt et Lumbres, long de 4,9 km,.

## Économie
Lumbres est un des pôles secondaires du parc naturel régional des Caps et Marais d'Opale, avec ses commerces et services.

### Entreprises et commerces

#### Industries
L'économie de Lumbres, comme celle de toute la vallée de l'Aa était historiquement agricole puis a évolué vers l'industrie, avec notamment une grande papeterie (SICAL) et une cimenterie (EQIOM) qui est l'un des 50 sites industriels français les plus émetteurs de dioxyde de carbone, avec une production de clinker émettant environ 600 kt de dioxyde de carbone chaque année, soit environ 6 % des émissions des cimenteries françaises, responsables de 55 % des émissions industrielles du pays, et de 12 % du total de ses émissions. Ce site a reçu des aides de l'État dans le cadre d'un contrat de transition écologique pour décarboner sa production.

#### Papeterie
En 1826 M. Delforge est autorisé à installer à Lumbres une papeterie au bord de l'Aa dans une zone non construite de champs et prairies, à la suite d'une demande qu'il a déposée en 1824. Le projet prend du retard et le terrain n'est acheté par Hubert Gardien (papetier déjà propriétaire d'une autre usine à Lumbres) qu'en 1832. La nouvelle usine est construite en 1833 puis achetée par deux propriétaires britanniques, et ensuite rachetée en 1876 par Emile Avot Loy, qui crée la société Avot fils et Cie, laquelle sera ensuite rebaptisée Papeteries de Lumbres.
L’usine produit des sacs et sachets destinés à emballer des denrées agroalimentaire et le ciment. En 1838, elle produit du papier en continu. Près de 40 ans plus tard (en 1875), elle assure ses besoins en énergie par deux roues à aubes complétées de deux machines à vapeur de 40 et 15 chevaux qui alimentent 8 piles, 2 « lessiveurs » rotatifs (boules d'acier riveté, tournant sur elles-mêmes dans lesquelles on fabriquait la pâte à papier), une machine en continu et 7 sécheurs à papier. Sa production atteint alors 600 kg de papier par jour.
Vers 1900, la production est déjà de 3 tonnes/jour. L'activité croît et dans les années 1930 (après la crise de 29 l'usine employait près de 400 personnes.
L'usine située non loin de la coupole d'Helfaut est gravement endommagée durant la Seconde Guerre mondiale, et ne redémarre qu'en 1949 (année où elle est achetée par le groupe Charfa qui crée la S.A.R.L des Papeteries de Lumbres. Peu avant 1960, le papier est utilisé pour produire du carton d’emballage (en papier recyclé) ce qui justifie un changement de nom : l'entreprise devient la Société industrielle des cartonneries de Lumbres. En 1964 14 400 tonnes de carton ondulé sortent de l'usine qui complétera son activité en 1968 avec une installation produisant un polystyrène expansé.
En 1974, près de 700 employés travaillent dans l'usine dont les effluents industriels sont toujours rejetés dans l'Aa. Ce n'est qu'en 1975 que deux stations d’épuration sont créées.
En 1984, la production s’élevait à 35 000 tonnes de carton, 15 000 t de papier d’emballage et 10 000 tonnes de polystyrène expansé ;
L'année suivante (1985) l'entreprise est rachetée par le groupe Rossmann (elle fonctionne alors avec 350 salariés).
En 1990, grâce aux progrès des machines à papier, le seuil de 40 000 t/an de carton ondulé est atteint alors que le nombre de salariés a été fortement réduit (presque divisé par deux depuis le milieu des années 1970 (360 personnes en 1990).
De 2011 à 2017, des problèmes récurrents de pollutions sont signalés en aval des rejets de la papeterie-cartonnerie.
Début 2018, sa capacité est de 45 000 t/an.

#### Cimenterie
L'« usine à ciment » ou l'« usine au ciment » de Lumbres été conçue et mise en construction à partir de 1884 pour être mise en service en 1888 par la société Goidin et Cie (MM Goidin et V. et F. Friscourt). Elle s'étendait alors sur 7 hectares et concassait et transformait en ciment le calcaire argileux local. En 1901, il en sortait environ 6 000 t/mois de ciment.
En 1911, elle devient la Société anonyme des ciments Portland de Lumbres, ensuite rachetée par la société Fourmaintraux, Courquin et Cie qui la revend en 1913 à la société anonyme La Desvroise, qui entreprend de la moderniser pour une remise en marche en 1914. C'est alors que débute la Première Guerre mondiale après laquelle la cimenterie sera agrandie.
En 1920, l'usine atteint 130 000 t/an de ciment.
Après la Seconde Guerre mondiale, en 1950, l'exploitation de la carrière se modernise (chevaux, pelles et pioches sont remplacés par de gros engins de terrassement : gratteurs, pelles mécaniques, camions, bulls et scrapers).
En 1959, l'usine est vendue au groupe Ciments d'Origny - basé à  Biache-Saint-Vaast (Pas-de-Calais - qui la restructure pour en faire sa 3e cimenterie dans la région.
En 1984, la cimenterie est la 4e de France (avec 140 personnes et 200 000 t/an de ciment).
En 2017, c'est la dernière de celles qui existaient antérieurement dans le Nord-Pas-de-Calais et la Picardie.
L'usine est achetée par Holcim France (filiale du groupe Holcim France Benelux créé en février 2002, qui emploie plus de 3 700 personnes et réalise un chiffre d’affaires de 977 millions d’euros, fusionné avec Lafarge en 2014). Elle appartient depuis 2015 à la société EQIOM (filiale du groupe Irlandais CRH) qui détient (en 2017) 2 autres cimenterie et 2115 centrales à béton dont à proximité celles d'Arques, de Boulogne et de Calais), et quatre centres de broyage (dont un à Dannes). Le groupe annonçait en 2017 pour son usine de Lumbres une capacité de production de 750 000 tonnes/an via deux fours dits à « voie humide » : le four no 5 (qui traite 1 400 tonnes/jour de clinker et qui est équipé en 2017 d'un nouvel électrofiltre (de 250 tonnes) et le four no 4: (800 tonnes/jour de clinker) et 2 broyeurs à ciment ainsi qu'un broyeur à ciment ultra-fin ; 2800 à 4000 sacs de ciment peuvent ainsi être produits par heure. Le groupe détient aussi 100 hectares de carrière de craie, de marne, d'argile. En 2017, l'usine faisait travailler 130 salariés.

### Tourisme

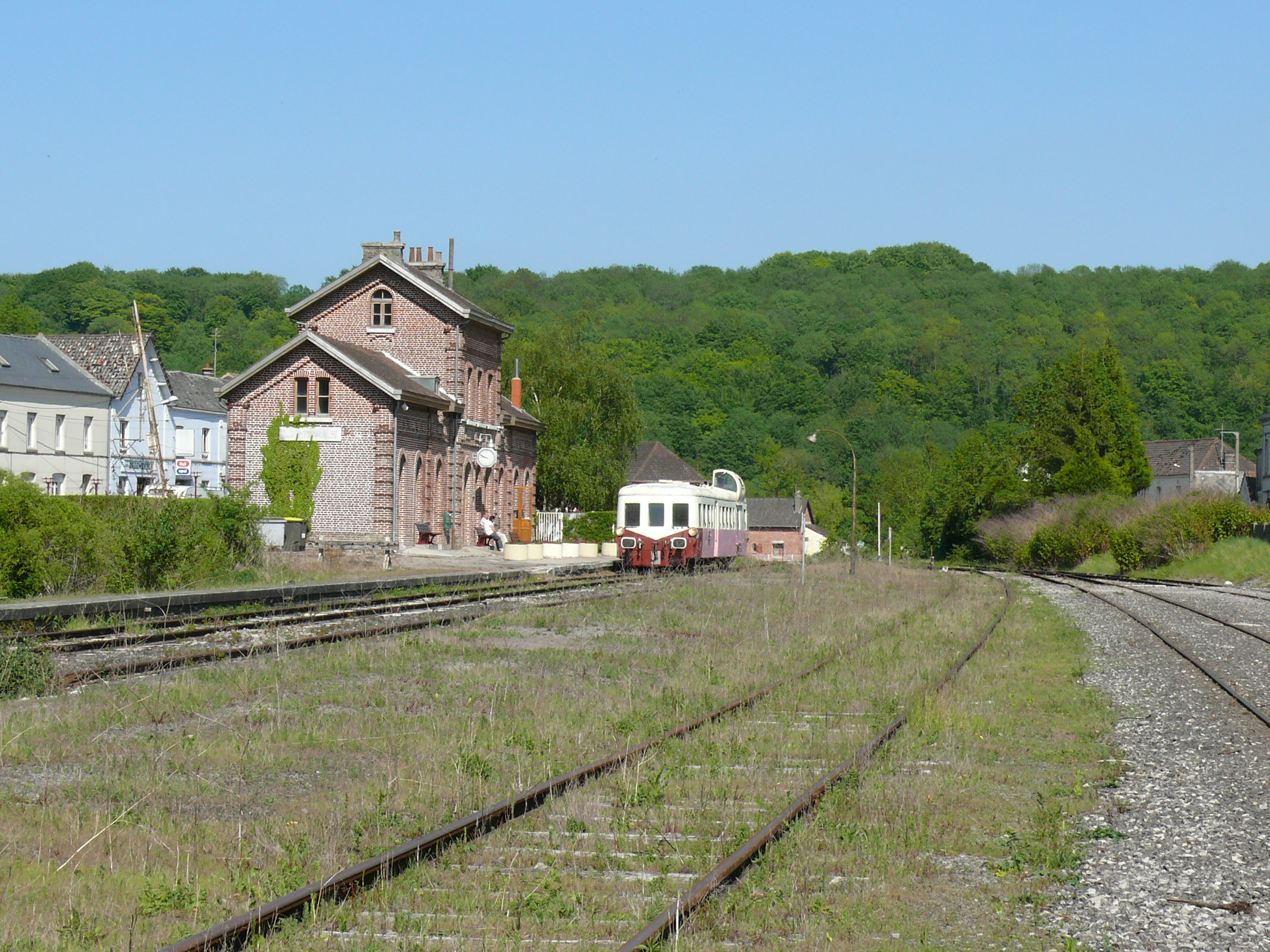
L'autorail touristique en gare de Lumbres.

Depuis quelques années, la ville de Lumbres - autrefois plutôt industrielle - s'est ouverte au tourisme. L'office de tourisme propose de découvrir divers lieux et activités, dont avec un train touristique d’époque (Micheline).
La voie ferrée, n'étant presque plus utilisée pour le transport marchand ou de passager, a été requalifiée, à l'initiative d'une association locale pour recevoir le Chemin de fer touristique de la vallée de l'Aa qui permet de découvrir la vallée de Lumbres à Arques avec un arrêt possible pour visiter le musée de la coupole d'Helfaut et l'ascenseur à bateaux des Fontinettes.
Cette voie ferrée est par ailleurs localement aussi un élément important de la trame verte locale.
Le camping Le Marais de la commune compte 50 emplacements.

## Culture locale et patrimoine

### Lieux et monuments

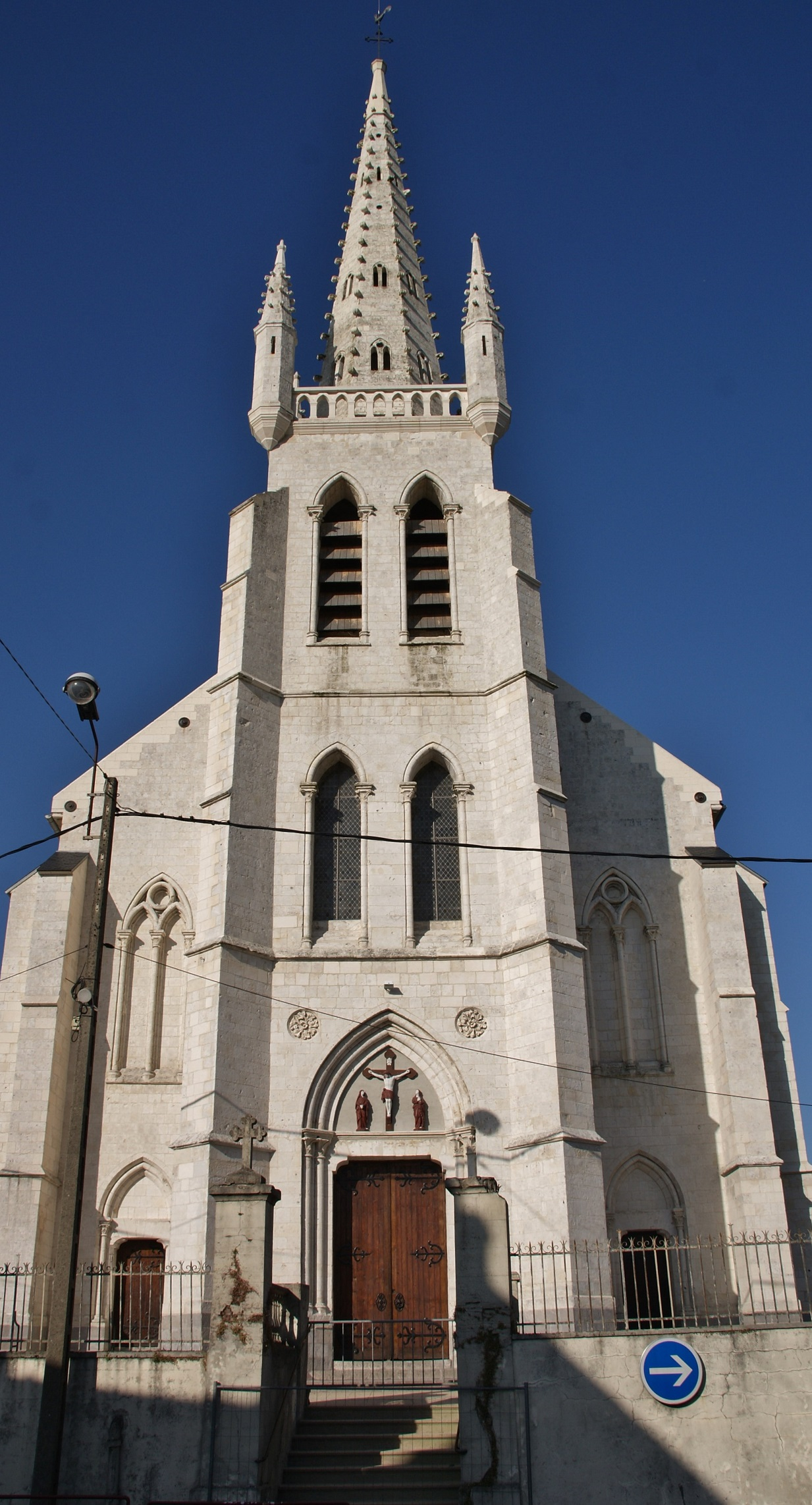
L'église.

- L'église Saint-Sulpice, de style néogothique fut construite de 1854 à 1863 par l'architecte diocésain Alexandre Grigny[77]. L'évêque d'Arras Pierre Louis Parisis en posa la première pierre en 1854. L'église est inscrite à l'Inventaire Général des Monuments Historiques depuis 1980.
- Le monument aux morts[78].

### Patrimoine culturel
Une médiathèque est construite en 2012. Le cinéma le plus proche est à Saint-Omer. La commune est équipée d'une salle (Léo Lagrange).
La fête du parc naturel régional des Caps et Marais d'Opale s'est déroulée à Lumbres en 2010. Elle a accueilli près de 15 000 visiteurs, ainsi que quelques personnalités politiques comme Jack Lang, Daniel Percheron…

### Littérature
Dans Sous le soleil de Satan de Georges Bernanos, l’abbé Donissan est nommé curé de Lumbres. Après avoir tenté de ressusciter un enfant, il est vénéré par la population qui le surnomme le « saint de Lumbres ».

### Personnalités liées à la commune
- Robrecht Willaert (nl) (1840-1916), prêtre catholique belge, mort à Lumbres.
- Lucien Bataille (1877-1953), acteur, né à Lumbres.
- Léon Bence (1929-1987), médecin et chercheur français, a exercé à Lumbres[79],[80].
- Guy Leclercq (1946-), écrivain, né à Lumbres.

### Héraldique
| Blason de Lumbres | Blason  | D'azur à la bande d'or chargée de trois lionceaux de gueules. Ornements extérieursCroix de guerre 1939-1945 |
| Blason de Lumbres | Détails | Inspiré des armes de la famille de Lumbres, qui donna les premiers seigneurs du lieu, dont les seules représentations connues (un sceau du XIVe siècle et la pierre tombale d'Antoine de Lumbres, située dans l'église de Longvilliers) sont sans couleurs. Adopté par la municipalité. |

## Pour approfondir

#### Bases de données, dictionnaires et encyclopédies
- Ressources relatives à la géographie :   - Insee (communes)
  - Ldh/EHESS/Cassini
- Ressource relative à plusieurs domaines :   - Annuaire du service public français
- Notices d'autorité :   - VIAF
  - BnF (données)
  - LCCN
  - Israël
  - Tchéquie

#### Autres liens externes
- Site de la commune
- Dossier de la commune sur le site de l'Insee[Note 9], [lire en ligne]
- La commune sur le site des archives départementales du Pas-de-Calais, [lire en ligne]
- La commune sur Remonter le temps, sur le site de l’IGN, [lire en ligne][Note 10]
- « La commune » sur Géoportail.